# سرفايفر سيريس
سرفايفر سيريس هو عرض مصارعة محترف سنويّ من نوعيّة عروض الدفع مقابل المشاهدة. يُعرض الحدث في كلّ تشرين الثاني/نوفمبر وهو من إنتاج دبليو دبليو إي. يُعتبر هذا العرض هو ثاني أطول عرض من نوعيّة عروض الدفع مقابل المشاهدة في تاريخ الاتحاد العالمي للمصارعة خلفَ راسلمينيا وأحد العروض الأربعة الكبار جنبًا إلى جنب مع راسلمينيا ورويل رامبل وسمر سلام.

## التاريخ

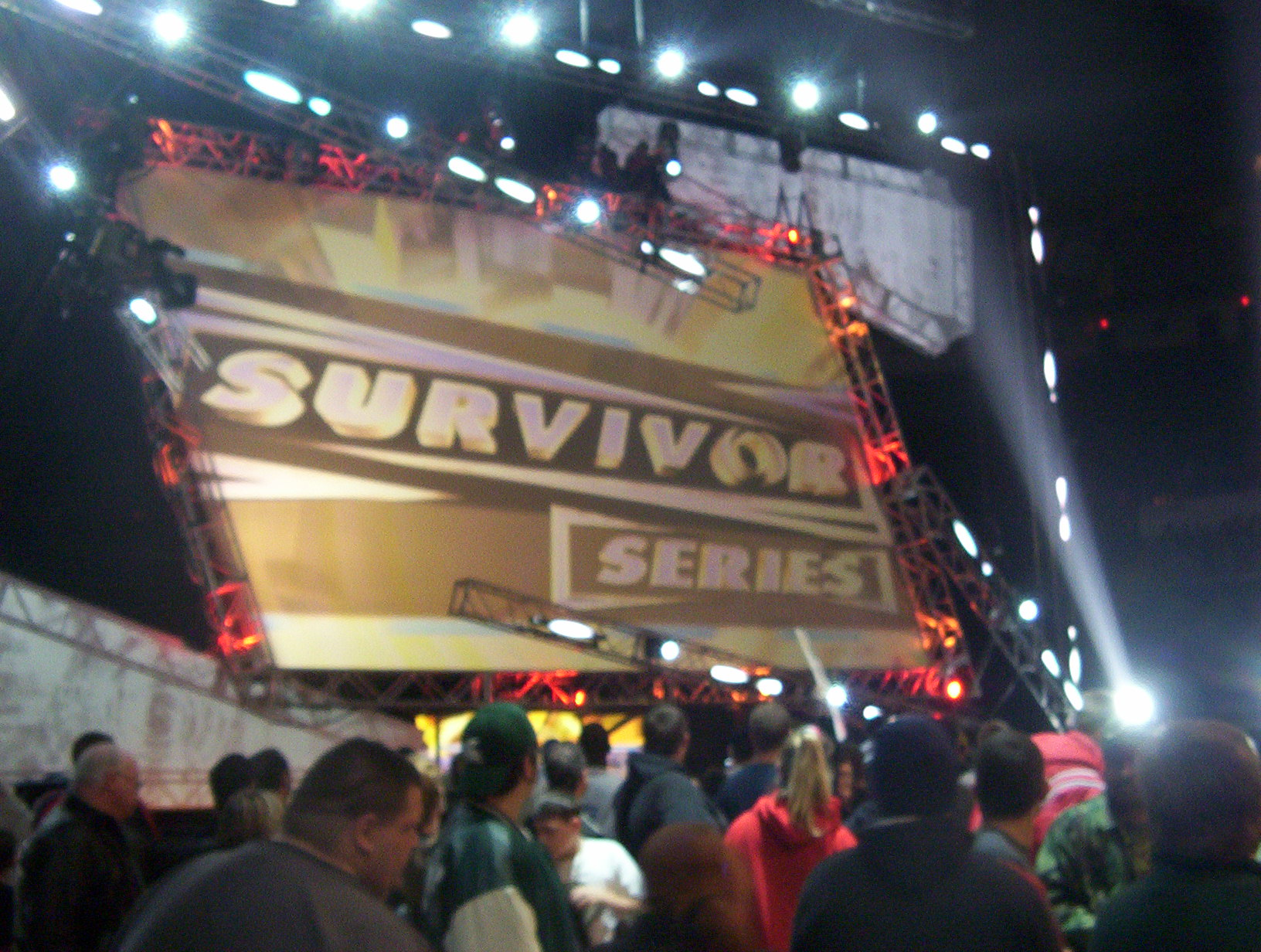
التحضيرات لعرض سرفايفر سيريس عام 2005.

يعودُ تاريخ عرض سرفايفر سيريس لعام 1987 في أعقابِ نجاح عرض راسلمينيا 3 حيث انتبهت دبليو دبليو إف حينها للأرباحِ الممكن جنيها من سوق عروض الدفع مقابل المشاهدة. استفاد الحدث الأول من الخلاف الكبير بين أندريه العملاق وهولك هوجان اللذان دخلا في صراعٍ كبيرٍ في راسلمينيا 3. أُنشئَت سرفايفر سيريس في الأصل لتكون بمثابة تقليدٍ لعيد الشكر حيث أُقيمت الأحداث الثمانية الأولى من العرض إمَّا في يوم عيد الشكر (1987–1990) أو عشية عيد الشكر (1991-1994). قرَّرت الشركة منذ عام 1995 تنظيم هذا الحدث يوم الأحد قبل عيد الشكر (باستثناء عرضي 2005 و2006 اللذانِ نُظّمَا بعد عيد الشكر). أعلنت دبليو دبليو إف في الحادي عشر من شباط/فبراير 2010 أنها ستُعد تسمية سرفاير سيريس لكنها لم تفعل ذلك في النهاية بل أضافت العرض مرة أخرى بمسمّاه القديم إلى جدولها الخاص بعروض الدفع مقابل المشاهدة.
معَ توسيع العلامة التجارية الناشطة في عالم المصارعة عام 2016، ركَّزَ الحدث السنوي على المنافسة المباشرة بين مختلفِ العلامات التجارية، حيث شهدت نسخ 2016 و2017 و2018 منافسة محتدمة بين مصارعين من العلامة التجاريّة راو وآخرين من العلامة التجاريّة سماكداون على غرار أحداث براكينج رايت التي عقدتها شركة دبليو دبليو إي لفترة قصيرة من الزمن. بدءًا من حدث 2017، فإنَّ الموضوع الرئيسي الذي يُحاول عرض سرفايفر سيريس الترويج له هو إبراز التنافس بين العلامات التجاريّة التي تنشطُ في عالم المصارعة. يشهدُ العرض لهذا الغرض مبارياتٍ تجمعُ مصارعين ومصارعات من راو ضد آخرين من سماكداون وخاصّة في نسختي 2016 و2018، كما يشهدُ العرض مبارياتٍ بين مصارعين لتحديدِ «البطل المتفوق» وهي مبارياتٌ لا يحصلُ فيها البطل على لقبٍ ما بل يُعترف به أنه تفوق على خصمه لا غير.
فاز مصارعي العلامة التجاريّة راو في نسخة 2016 بثلاث انتصارات مقابل اثنين، كما فازوا في نسخة 2017 بأربع انتصارات مقابل ثلاثة فيما اكتسحوا خصومهم في نسخة عام 2018 بستّ انتصاراتٍ دون مقابل. انضمَّت العلامة التجاريّة إن إكس تي في نسخة 2019 لعرض سرفاير سبريس لتُصبح ثالث علامة تجارية رئيسية منضوية تحتَ لواء دبليو دبليو إي تنضمُّ العرض بعد راو وسماكداون. تميّزت هذه النسخة بتنظيمِ مباراةٍ من نوعيّة المباريات الإقصائيّة، ونجحَ مصارعي إن إكس تي في حسمِ النسخة لصالحهم متفوقين على كلٍ من مصارعي راو وسماكداون بنتيجة 4-2-1 على التوالي. لم يظهر مصارعو إن إكس تي في في نسخة 2020 بسببِ تفشّي فيروس كورونا في لاعبي إن إكس تي وهو ما دفعَ دبليو دبليو إي إلى استبعادهم من العرض المدفوع لتجنب احتمال نقل الفيروس لمصارعي راو وسماكداون.

## المباريات
يتميَّزُ هذا الحدث تقليديًا بتنظيمِ مباريات إقصائية للفرق حيث تتنافسُ فرقٌ من أربعة أو خمسة مصارعين ضد بعضهم البعض، ويُشار إلى هذه النوعيّة من المباريات عمومًا باسمِ «مباريات سرفايفر سيريس». كانت شركةُ دبليو دبليو إف تُنظِّمُ العديد من المباريات الإقصائية للفرق في وقتٍ سابقٍ من عام 1987، وإن كان ذلك مع فرقٍ مُكوّنةٍ من ثلاثة لاعبين وعليه فالفروقات بين هذه المباريات والمباريات التي تشهدها سرفايفر سيربس ليست بالكبيرة أو الجذريّة. شهدت نسخة عام 1992 من عرض سرفايفر سيريس مباراة إقصائيّة واحدة، في حين تميَّزت نسخة 1997 بما يُعرف في عالم المصارعة باسمِ خيانة مونتريال أما نسخة 1998 فقد كانت الأولى بدونِ أيّ مبارياتٍ إقصائيّة بل ركّز العرضُ بدلاً من ذلك عل بطولة دبليو دبليو إي، بينما تميَّزت نسخة 2002 (التي لم تتضمَّن هي الأخرى أيَّ مباريات إقصائيّة) بتنظيمِ مبارياتٍ من نوعيّة مباراة مبنى الإقصاء.

## مواعيد وأماكن سرفايفر سيريس
| الترتيب | الحدث                | التاريخ           | المدينة                                            | المكان                       | الحدث الرئيسي |
| ------- | -------------------- | ----------------- | -------------------------------------------------- | ---------------------------- | --- |
| 1       | سرفايفر سيريس (1987) | November 26, 1987 | ريتشفيلد (أوهايو)                                  | Richfield Coliseum ‏          | أندريه العملاق, جورج غراي ‏, كينغ كونغ بوندي، بوتش ريد and ريك رود vs. هولك هوجان، Paul Orndorff، دون موراكو، Ken Patera and سكوت شارليز بيغلو in a أنواع مباريات المصارعة |
| 2       | سرفايفر سيريس (1988) | November 24, 1988 | ريتشفيلد (أوهايو)                                  | Richfield Coliseum ‏          | The Mega Powers (Hulk Hogan and راندي سافاج), هيركيولز، كوكو بي. وير and جيم موريس ‏ vs. The Twin Towers (Akeem and بيج بوس مان), تيد ديبياسي، Haku and تيري تايلور in a 5-on-5 Survivor Series match |
| 3       | سرفايفر سيريس (1989) | November 23, 1989 | روسمونت                                            | صالة أولستايت                | The Ultimate Warriors (أولتيمت واريور، The Rockers (شون مايكلز and مارتي جانيتي) and جيم نيدهارت) vs. The Heenan Family (بوبي هينان, André the Giant, Haku and أرن أندرسون) in a 4-on-4 Survivor Series match |
| 4       | سرفايفر سيريس (1990) | November 22, 1990 | هارتفورد                                           | Hartford Civic Center ‏       | Hulk Hogan, The Ultimate Warrior and تيتو سانتانا vs. Ted DiBiase, ريك مارتيل، The Warlord ‏ and Power and Glory (Hercules and Paul Roma) in a 3-on-5 Grand Finale Survivor Series match |
| 5       | سرفايفر سيريس (1991) | November 27, 1991 | ديترويت                                            | Joe Louis Arena              | Hulk Hogan (c) vs. أندرتيكر for the WWF championship |
| 6       | سرفايفر سيريس (1992) | November 25, 1992 | Richfield, Ohio                                    | Richfield Coliseum           | Randy Savage and كيرت هينينج vs ريك فلير and سكوت هول |
| 7       | سرفايفر سيريس (1993) | November 24, 1993 | بوسطن                                              | Boston Garden                | The All-Americans (ليكس لوغر, The Undertaker, ريك ستاينر and سكوت ستاينر) vs. The Foreign Fanatics (يوكوزونا، براين آدمز (مصارع)، Ludvig Borga ‏ and Quebecer Jacques ‏) in a 4-on-4 Survivor Series match |
| 8       | سرفايفر سيريس (1994) | November 23, 1994 | San Antonio, Texas                                 | فريمان كوليسيوم [الإنجليزية] | The Undertaker vs. Yokozuna in a أنواع مباريات المصارعة with special guest enforcer تشاك نوريس |
| 9       | سرفايفر سيريس (1995) | November 19, 1995 | لاندوفر                                            | USAir Arena ‏                 | ديزل (c) vs. بريت هارت in a أنواع مباريات المصارعة for the WWF Championship |
| 10      | سرفايفر سيريس (1996) | November 17, 1996 | مانهاتن                                            | ماديسون سكوير جاردن          | Shawn Michaels (c) vs. سايكو سيد for the WWF Championship |
| 11      | سرفايفر سيريس (1997) | November 9, 1997  | مونتريال، كيبك                                     | Molson Centre                | Bret Hart (c) vs. Shawn Michaels for the مونتريال سكرو جوب |
| 12      | سرفايفر سيريس (1998) | November 15, 1998 | سانت لويس (ميزوري)، ميزوري                         | Kiel Center                  | دوين جونسون vs. مايك فولي in the finals of the Deadly Games tournament for the vacant WWF Championship |
| 13      | سرفايفر سيريس (1999) | November 14, 1999 | Detroit, Michigan                                  | Joe Louis Arena              | تربل إتش (c) vs. بيغ شو vs. The Rock for the WWF Championship |
| 14      | سرفايفر سيريس (2000) | November 19, 2000 | تامبا (فلوريدا)، فلوريدا                           | Ice Palace                   | ستون كولد ستيف أوستن vs. Triple H in a No Disqualification match |
| 15      | سرفايفر سيريس (2001) | November 18, 2001 | غرينزبورو (كارولاينا الشمالية)، كارولاينا الشمالية | Greensboro Coliseum ‏         | Team دبليو دبليو إي (The Rock, كريس جيريكو, The Undertaker, كين and Big Show) vs. Team Alliance (Steve Austin, روب فان دام، كيرت أنغل، بوكر تي, and شين مكمان) in a 5-on-5 Survivor Series match for the ownership of both companies. Since Team WWF won, the Alliance disbanded.                                                                          |
| 16      | سرفايفر سيريس (2002) | November 17, 2002 | New York, New York                                 | Madison Square Garden        | Triple H (c) vs. Shawn Michaels vs. Chris Jericho vs. Kane vs. Rob Van Dam vs. Booker T in the first ever مباراة مبنى الإقصاء match for the بطولة العالم للوزن الثقيل |
| 17      | سرفايفر سيريس (2003) | November 16, 2003 | دالاس، تكساس                                       | مركز الخطوط الجوية الأمريكية | بيل غولدبيرغ (c) vs. Triple H for the World Heavyweight Championship |
| 18      | سرفايفر سيريس (2004) | November 14, 2004 | كليفلاند (أوهايو)، أوهايو                          | Gund Arena                   | Team Orton (راندي أورتن، كريس بنوا, Chris Jericho and Maven) vs. Team Triple H (Triple H, آدم كوبلاند، ديف باتيستا and جين سنيسكي) in a 4-on-4 Survivor Series match |
| 19      | سرفايفر سيريس (2005) | November 27, 2005 | ديترويت، ميشيغان                                   | Joe Louis Arena              | Team Raw (Shawn Michaels, Kane, Big Show, كارليتو and كريس ماسترز) vs. Team دبليو دبليو إي سماكداون (Batista, ري ميستيريو، جون برادشو ليفيلد، بوبي لاشلي and Randy Orton) in a 5-on-5 Survivor Series match |
| 20      | سرفايفر سيريس (2006) | November 26, 2006 | فيلادلفيا، بنسيلفانيا                              | ولز فارجو سنتر               | King Booker (c) vs. Batista for the World Heavyweight Championship |
| 21      | سرفايفر سيريس (2007) | November 18, 2007 | ميامي، فلوريدا                                     | كاسية سنتر                   | Batista (c) vs. The Undertaker in a الجحيم في زنزانة for the World Heavyweight Championship |
| 22      | سرفايفر سيريس (2008) | November 23, 2008 | Boston, Massachusetts                              | TD Banknorth Garden          | Chris Jericho (c) vs. جون سينا for the World Heavyweight Championship |
| 23      | سرفايفر سيريس (2009) | November 22, 2009 | واشنطن العاصمة                                     | Verizon Center               | John Cena (c) vs. Triple H vs. Shawn Michaels for the WWE Championship |
| 24      | سرفايفر سيريس (2010) | November 21, 2010 | Miami, Florida                                     | American Airlines Arena      | Randy Orton (c) vs. كينج باريت in a أنواع مباريات المصارعة for the WWE Championship with special guest referee John Cena. Since Orton retained, Cena was fired from the WWE. If Barrett had won, Cena would have been freed of the Nexus. |
| 25      | سرفايفر سيريس (2011) | November 20, 2011 | New York City, New York                            | Madison Square Garden        | The Rock and John Cena vs. Awesome Truth (ذا ميز and رون كيلينغز) |
| 26      | سرفايفر سيريس (2012) | November 18, 2012 | إنديانابوليس (إنديانا)، إنديانا                    | جينبريدج فيلدهاوس            | فيل بروكس (c) vs. John Cena vs. رايباك for the WWE Championship |
| 27      | سرفايفر سيريس (2013) | November 24, 2013 | Boston, Massachusetts                              | تي دي غاردن                  | Randy Orton (c) vs. Big Show for the WWE Championship |
| 28      | سرفايفر سيريس (2014) | November 23, 2014 | St. Louis, Missouri                                | إنتربرايس سنتر               | Team Cena (John Cena, نك نميث, Big Show, إيريك رون, and Ryback) vs. Team فريق السلطة (سيث رولينز, Kane, مارك هنري، Rusev, and لوك هاربر) in a 5-on-5 Survivor Series match. Since Team Authority lost, Triple H and ستيفاني مكمان were removed from control of the WWE. If Team Cena had lost, all members, excluding Cena himself, would have been fired. |
| 29      | سرفايفر سيريس (2015) | November 22, 2015 | أتلانتا، جورجيا                                    | ستيت فارم أرينا              | TBA |